# Навозник белоснежный
Наво́зник белосне́жный (лат. Coprinopsis nivea) — гриб семейства Псатирелловые (Psathyrellaceae).  
Научные синонимы:
- Agaricus niveus Pers., 1801 basionym
- Coprinus niveus (Pers.) Fr., 1838

## Описание
Шляпка размером 1—3 см, сначала удлинённо-яйцевидная, затем становится колокольчатой или конической, до почти плоской с отогнутыми вверх краями. Кожица чисто-белая, покрыта обильным мучнистым налётом (остаток покрывала), который смывается дождём.
Мякоть шляпки светлая, очень тонкая.
Ножка 5—8 см длиной и 1—3 мм в диаметре, белая, с мучнистой поверхностью, вздутая в основании.
Пластинки свободные, частые, сначала серые, затем чернеют и разжижаются.
Споровый порошок чёрный, споры 15×10,5×8 мкм, уплощённо-эллипсоидальные, слегка шестиугольной формы, гладкие, с порами.

## Экологияи распространение
Сапротроф, растёт на конском навозе или рядом среди влажной травы. Распространён в Европе.
Сезон лето — осень.

## Сходные виды
- Coprinus cortinatus растёт на почве.
- Coprinopsis cothurnata имеет коричневые чешуйки в центре шляпки.
- Coprinopsis friesii вырастает на гниющей траве.
- Coprinopsis stercorea имеет слабый неприятный запах.